# Signal Hill
Signal Hill é uma cidade localizada no estado americano da Califórnia, no condado de Los Angeles. Foi incorporada em 22 de abril de 1924.

## Geografia
De acordo com o United States Census Bureau, a cidade tem uma área de 5,7 km², onde todos os 5,7 km² estão cobertos por terra.

### Localidades na vizinhança
O diagrama seguinte representa as localidades num raio de 16 km ao redor de Signal Hill.

## Demografia
Segundo o censo nacional de 2010, a sua população é de 11 016 habitantes e sua densidade populacional é de 1 942,15 hab/km². Possui 4 389 residências, que resulta em uma densidade de 773,79 residências/km².